# Trifluoracetate

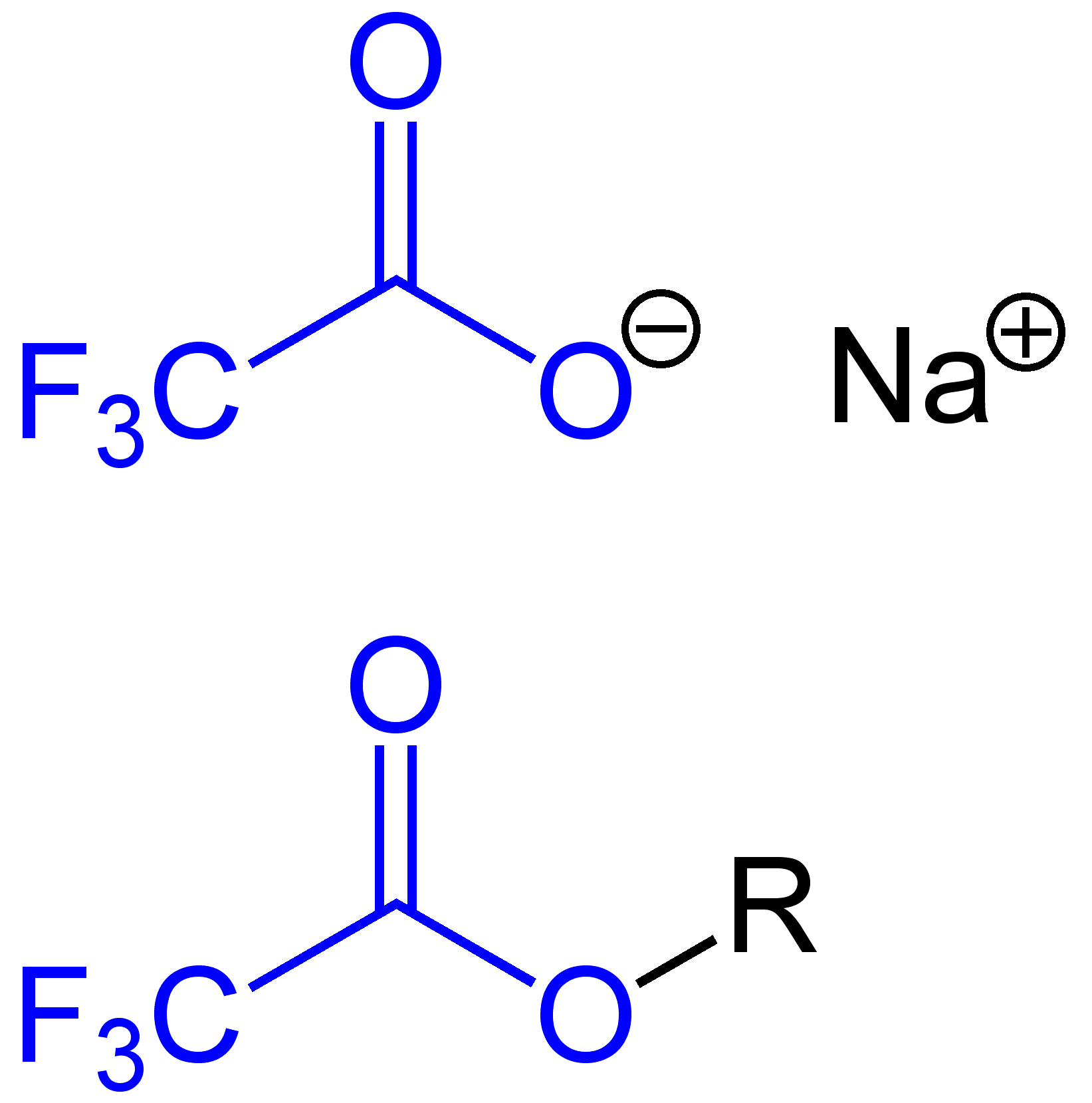
Natriumsalz der Trifluoressigsäure (oben) und Trifluoressigsäureester (unten) mit dem Organyl-Rest R (Alkyl-Rest, Aryl-Rest, Alkylaryl-Rest etc.). Die Trifluoracetatgruppe ist blau markiert.

Als Trifluoracetate werden die Salze und die Ester der Trifluoressigsäure bezeichnet.

## Vorkommen
In der Umwelt sind Trifluoracetate bzw. das als Trifluoracetat bezeichnete Anion der Trifluoressigsäure aus Lösungen von Trifluoracetaten omnipräsent. Trifluoressigsäure und ihre Derivate wurden beispielsweise seit 2011 auf dem Jungfraujoch in der Luft gemessen. Auch in Trinkwasser- und Mineralwasserproben aus der Schweiz wurde der Stoff flächendeckend nachgewiesen. In Deutschland wird eine hohe Grundbelastung vieler Gewässer mit TFA mit einigen regionalen Hotspots konstatiert.
Zu den Quellen von Trifluoracetaten gehören sowohl Kälte- und Pflanzenschutzmittel als auch Medikamente, bei denen Trifluoracetate und Trifluoressigsäure als Abbauprodukt entstehen können. In der Natur baut sich Trifluoressigsäure nahezu nicht ab, weshalb es als sehr langlebiger Stoff gilt.

## Vertreter
Ester:
- Methyltrifluoracetat[S 1]
- Ethyltrifluoracetat
- Isopropyltrifluoracetat[S 2]
- Vinyltrifluoracetat[S 3]
- Allyltrifluoracetat[S 4]
- Phenyltrifluoracetat[S 5]
- Tris(trifluoracetyl)borat[S 6]
- 2,2,2-Trifluorethyltrifluoracetat[S 7]

Salze:
- Natriumtrifluoracetat
- Kaliumtrifluoracetat (CAS-Nr. 2923-16-2)

## Verwendung
In der analytischen Chemie, insbesondere der Gaschromatographie, können bestimmte Stoffgruppen wie beispielsweise Kohlenhydrate vor der Analyse in Ester der Trifluoressigsäure überführt werden. Dies hat den Vorteil, dass deren Flüchtigkeit höher als die der Ausgangssubstanzen ist und der Nachweis dann mit einem halogensensitiven Detektor wie dem Elektroneneinfangdetektor mit höherer Selektivität und Sensitivität erfolgen kann.

## Externe Links zu erwähnten Verbindungen
1. ↑  Externe Identifikatoren von bzw. Datenbank-Links zu Methyltrifluoracetat:  CAS-Nr.: 431-47-0, EG-Nr.: 207-074-5, ECHA-InfoCard: 100.006.432, PubChem: 9893, ChemSpider: 9509, Wikidata: Q66084481.
2. ↑  Externe Identifikatoren von bzw. Datenbank-Links zu Isopropyltrifluoracetat:  CAS-Nr.: 400-38-4, PubChem: 78998, ChemSpider: 71331, Wikidata: Q83065777.
3. ↑  Externe Identifikatoren von bzw. Datenbank-Links zu Vinyltrifluoracetat:  CAS-Nr.: 433-28-3, EG-Nr.: 207-088-1, ECHA-InfoCard: 100.006.445, PubChem: 79011, ChemSpider: 71344, Wikidata: Q72516416.
4. ↑  Externe Identifikatoren von bzw. Datenbank-Links zu Allyltrifluoracetat:  CAS-Nr.: 383-67-5, PubChem: 67845, ChemSpider: 61162, Wikidata: Q83064246.
5. ↑  Externe Identifikatoren von bzw. Datenbank-Links zu Phenyltrifluoracetat:  CAS-Nr.: 500-73-2, EG-Nr.: 207-911-4, ECHA-InfoCard: 100.007.193, PubChem: 68143, ChemSpider: 61451, Wikidata: Q63392726.
6. ↑  Externe Identifikatoren von bzw. Datenbank-Links zu Tris(trifluoracetyl)borat:  CAS-Nr.: 350-70-9, PubChem: 67693, ChemSpider: 61012, Wikidata: Q83060336.
7. ↑  Externe Identifikatoren von bzw. Datenbank-Links zu 2,2,2-Trifluorethyltrifluoracetat:  CAS-Nr.: 407-38-5, EG-Nr.: 206-985-5, ECHA-InfoCard: 100.006.351, PubChem: 67888, ChemSpider: 61205, Wikidata: Q66084478.